# Chlorochaeta leucospilata
Chlorochaeta leucospilata là một loài bướm đêm trong họ Geometridae.